# Chrisley Knows Best

Chrisley Knows Best est une émission américaine de télé-réalité diffusée sur USA Network ayant pour sujet Todd Chrisley et sa famille,,. L'émission, qui avait auparavant lieu à Roswell et Alpharetta, en Géorgie, près d'Atlanta, en est à sa quatrième saison et se déroule actuellement à Nashville, Tennessee.

## Distribution

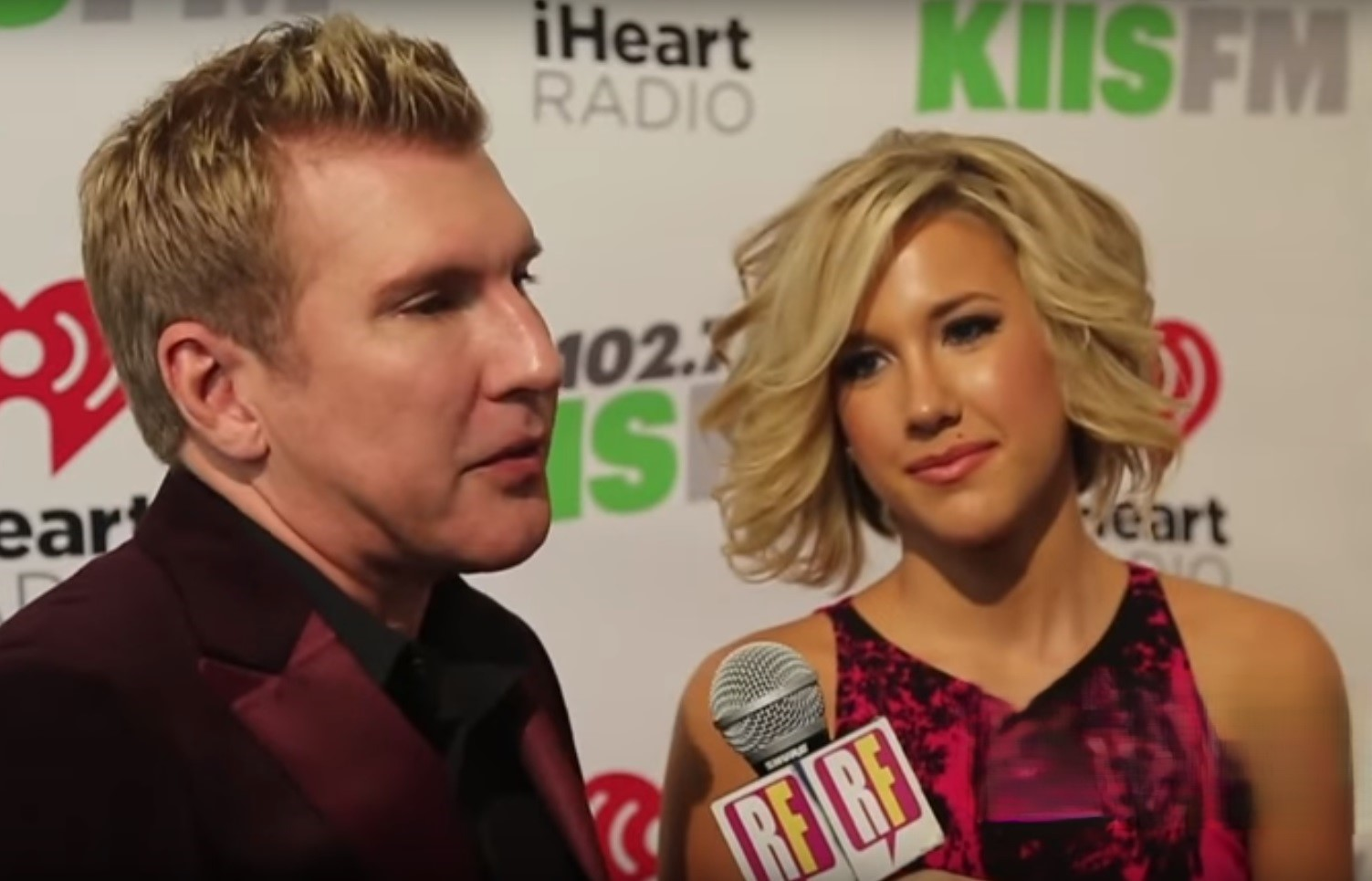
Todd et Savannah Chrisley interviewés par RumorFix au KIIS-FM's Jingle Ball 2014.

- Todd Chrisley, un père qui a fait toute sa fortune dans l'immobilier.
- Julie Chrisley, la femme de Todd.
- Kyle Chrisley, le fils de Todd et de son ex-épouse Thérèse Terry, et le père de Chloé. Actuellement sépraré de la famille.
- Lindsie Chrisley Campbell, la fille de Todd et de Thérèse, et la mère de Jackson.
- Chase Chrisley, l'aînée de Todd et Julie.
- Savannah Chrisley, fille de Todd et Julie, un model de concours de beauté.
- Grayson Chrisley, le cadet de Todd et Julie.
- Chloe Chrisley, fille de Kyle élevée par ses grands-parents. Todd Chrisley a dit qu'elle n'apparaîtra plus dans l'émission lors d'un Facebook Live.
- Jackson Campbell, le fils de Lindsie et de son ex-mari Will.
- Faye Chrisley, la mère de Todd.

## Production
La série est produite par Adama Greener, Jim Sayer, et Stephanie Chambers.

## Les épisodes

### Vue d'ensemble de la série
| Saison | Saison | Épisodes                       | Diffusion originale                  | Diffusion originale |
| Saison | Saison | Épisodes                       | Première diffusion                   | Dernière diffusion  |
| ------ | ------ | ------------------------------ | ------------------------------------ | ------------------- |
| 1      | 8      | 1er mars 20142014 (2014-03-11) | 2 avril 2014 (2014-04-22)            |                     |
| 2      | 12     | 14 octobre 2014 (2014-10-14)   | 6 décembre 2014Novembre (2014-12-16) |                     |
| 3      | 19     | 2 juin 2015 (2015-06-02)       | 23 décembre 2015 (2015-12-23)        |                     |
| 4      | 26     | 8 mars 2016 (2016-03-08)       | 1er novembre 2016 (2016-11-01)       |                     |

### Saison 1 (2014)
La première saison a obtenu en moyenne 1,16 million de téléspectateurs.
| No dans la série | No dans la saison | Titre | Date de première diffusion | Téléspectateurs en millions (États-Unis) |
| ---------------- | ----------------- | ----- | -------------------------- | ---------------------------------------- |